# Miro (football)
Pour les articles homonymes, voir Miro.
Daniel Almiro Lobo dit Miró est un footballeur mozambicain né le 30 avril 1982.